# さつきばれっ!
『さつきばれっ!』とは真田一輝による日本の漫画作品である。『まんがタイムきららフォワード』（芳文社）にて2007年11月号から2008年8月号まで連載された。単行本は同社のまんがタイムKRコミックスから全1巻が刊行されている。

## あらすじ
時は、江戸時代。銭型皐月は南町奉行所の岡っ引で、20年前まで伝説の岡っ引と呼ばれた銭型平次の孫でもあった。奉行所の面々とともに祖父譲りの性格とパワーで今日も江戸の平和を守り続けていた。

## 登場人物
銭型 皐月（ぜにがた さつき）
南町奉行所の女性岡っ引きで銭型平次の孫。祖父の影響で岡っ引きとなった。年頃の女性にしてはお転婆で喧嘩っ早いのが難点で、よく遅刻する。困った人を見逃すことが出来ない、まさに岡っ引きの鑑。
笹野 主計（ささの かずえ）
南町奉行所の女性同心。皐月の型破りな行動に悩まされている。皐月いわく「隠れ巨乳」。
大岡 求馬（おおおか きゅうま）
南町奉行所の女奉行。普段は可愛いものに目がなく頼りないが、本気を出せば有能で将軍も認めるほど。
モデルは、実在の南町奉行である大岡忠相。
五郎八（いろは）
信州から奉公に来た天然美少女。奉公先が不正により潰されたため、南町奉行所で働くことになる。
色々あって皐月の下っ引きになる。ドジっ娘なところがある。

## 単行本
1. 2008年8月27日発売 ISBN 978-4-8322-7729-8